# Episomacris tarsata
Episomacris tarsata är en insektsart som beskrevs av Frédéric Carbonell och Marius Descamps 1978. Episomacris tarsata ingår i släktet Episomacris och familjen gräshoppor. Inga underarter finns listade i Catalogue of Life.